# Mimizan-Plage

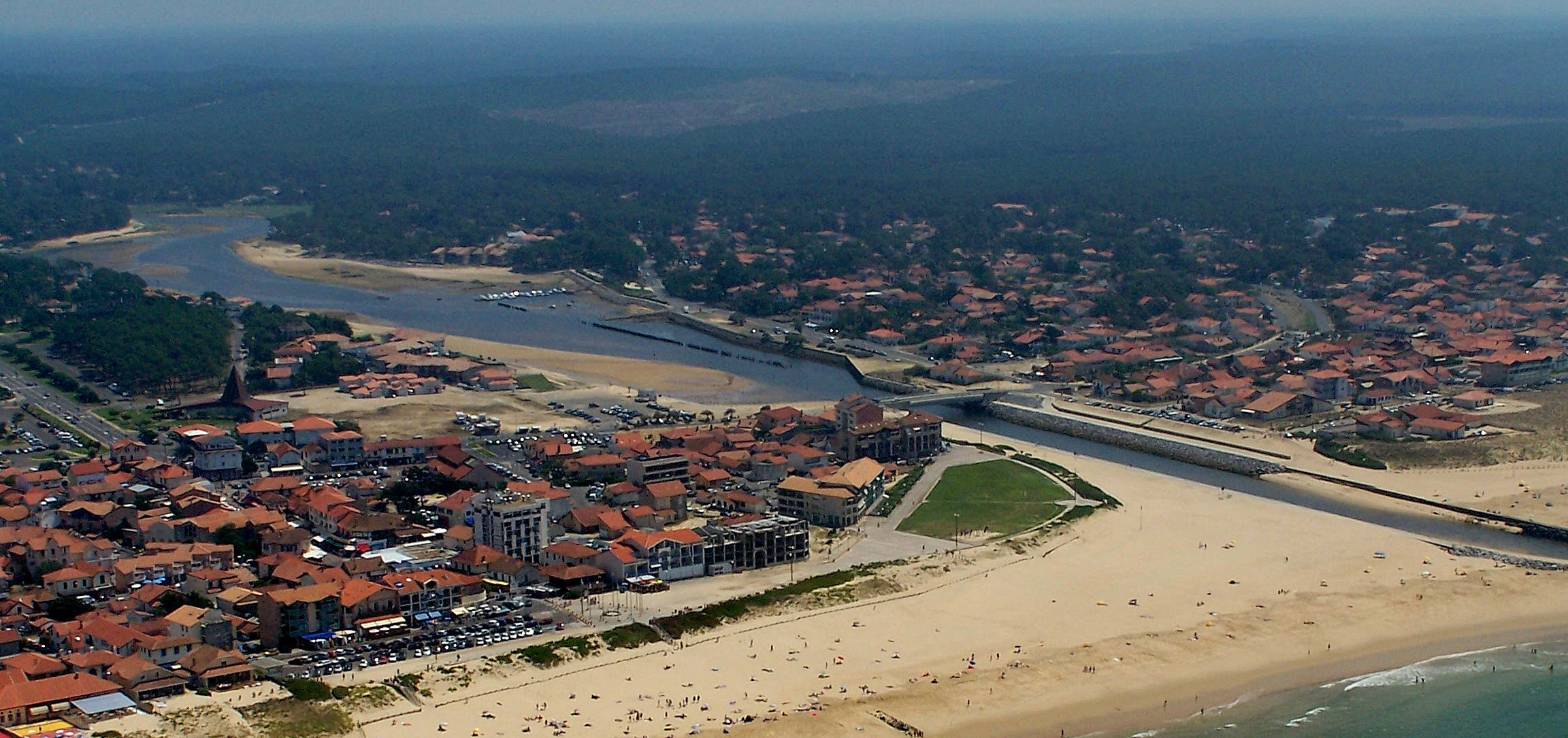
Mimizan-Plage, Süd- und Nordhälfte getrennt durch den Fluss

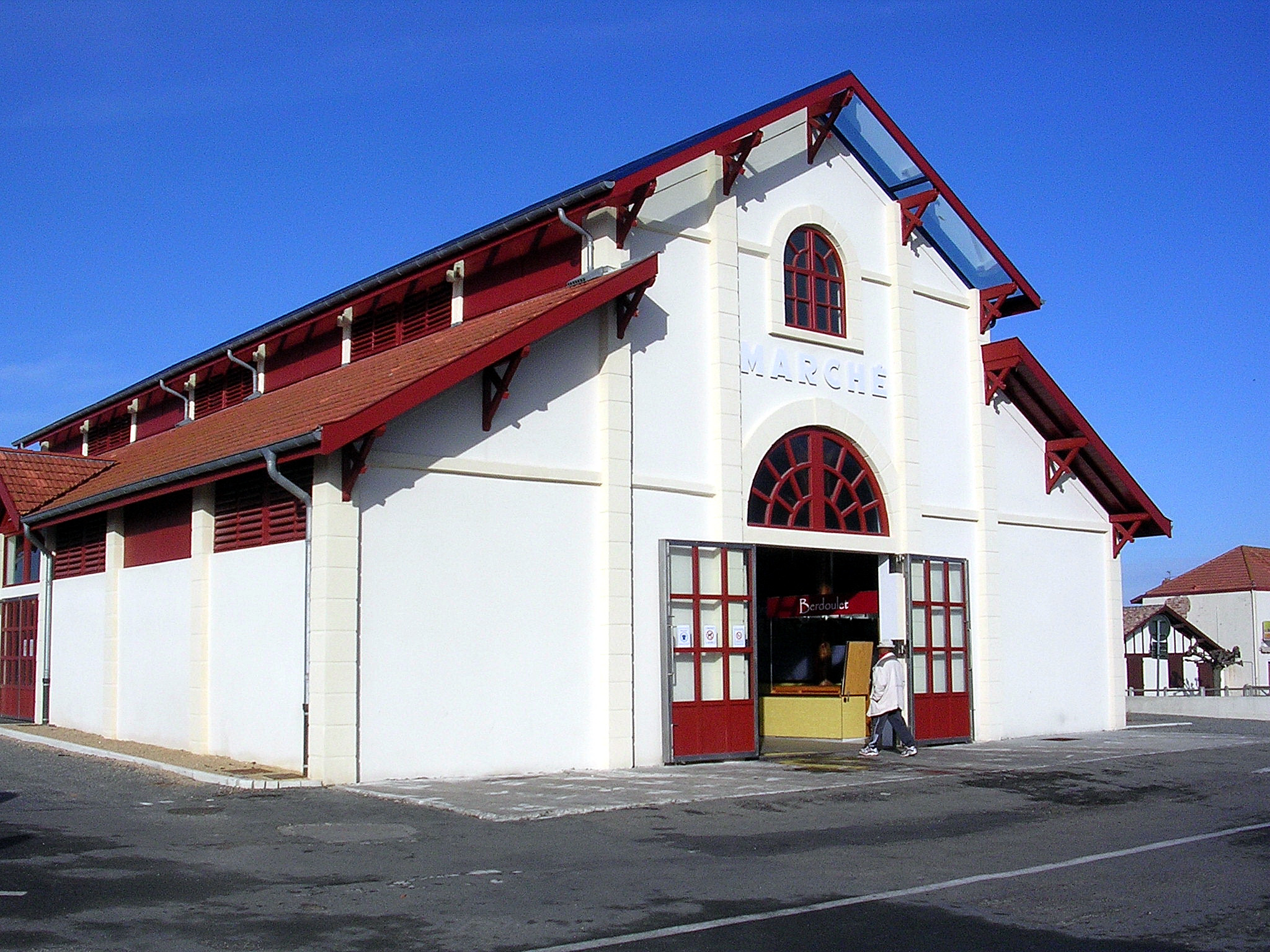
Markthalle in Mimizan-Plage, eröffnet 1931

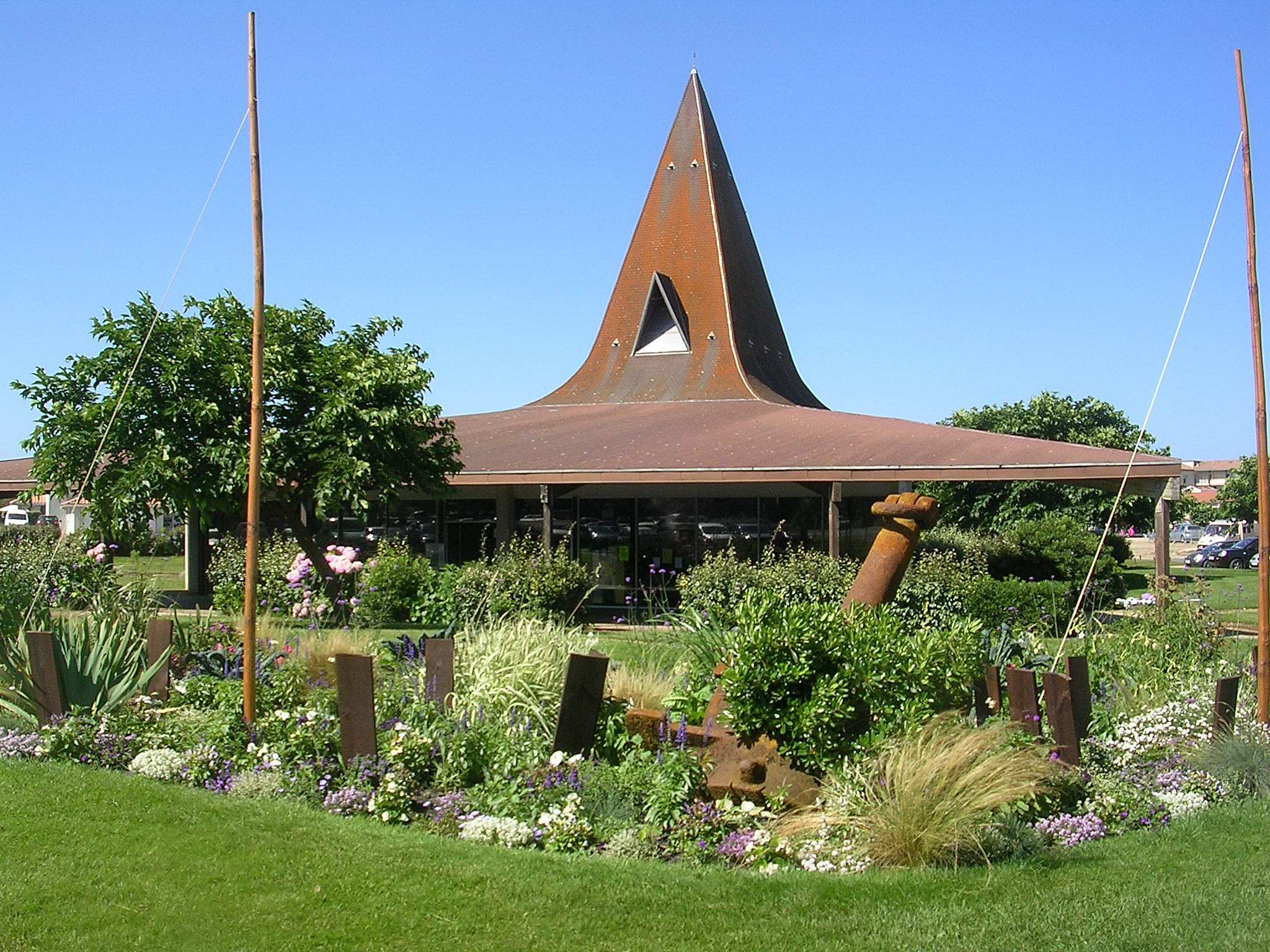
Kirche Notre-Dame des Dunes

Mimizan-Plage ist ein Ortsteil der französischen Gemeinde Mimizan im Département Landes in der Region Nouvelle-Aquitaine.
Der Badeort an der Côte d’Argent (Silberküste) liegt zwischen dem Atlantik und dem Wald von Landes in der Gascogne. Der Fluss Mimizan teilt den Ort in eine Süd- und eine Nordhälfte.
Mimizan-Plage verfügt über zehn Kilometer feinen Sandstrand. Das touristische Angebot besteht aus saisonalen Märkten, einem Casino, Restaurants und Bars.

## Geschichte
Ab den 1880er Jahren entwickelte sich der Tourismus in Mimizan-Plage. Im Jahr 1907 wurde vom alten Ort Mimizan-Bourg nach Mimizan-Plage eine Zugverbindung geschaffen. Die 1907/08 geschaffene Brücke über den Fluss schuf die Voraussetzung für die weitere Entwicklung des Badeortes.

## Bauwerke
- Kirche Notre-Dame des Dunes